# Berberse vlag

Berberse vlag (ratio 2:3)

De Berberse vlag is een vlag die is aangenomen voor de Berbers en wordt gebruikt door Berberse activisten in diverse Noord-Afrikaanse landen en in de diaspora in West-Europa.
De vlag werd ingewijd in Ouadhia, een stad van Kabylië, gelegen in Tizi Ouzou, een wilaya van Algerije, door een oudere Kabylische veteraan genaamd Mohand Arav Bessaoud. Hij werd beschouwd als een spirituele vader van het Berberisme en was ook een schrijver en een activist gedurende de Algerijnse Revolutie.

## Geschiedenis
In de jaren 1970 stelde de Berber Academie (Agraw Imazighen) de eerste Berberse vlag voor. In 1998 maakte het Wereld Amazigh Congres de officiële vlag bekend bij Tafira op Las Palmas (Canarische Eilanden). Dit gebied werd vroeger bewoond door de Guanchen, een oud Berbers volk.
De vlag is samengesteld uit blauwe, groene en gele horizontale banden van dezelfde hoogte, en een Tifinagh-brief yaz of aza.

## Beschrijving
Elke kleur komt overeen met een aspect van Tamazgha, het gebied bewoond door Berbers in Noord-Afrika:
- Blauw staat voor de Atlantische Oceaan en de Middellandse Zee,
- Groen staat voor de kust of het kustgebergte
- Geel staat voor de woestijn.

De Berberse letter "Z", oftewel: ⵣ (Yazz), symboliseert in het rood de 'vrije mens'. Dit is tevens de betekenis van het Berberse woord "amazigh".
De Berberse vlag symboliseert dus het gehele Amazigh-volk, in harmonie met hun land, Tamazgha.